# Druga industrijska revolucija
Ljudska radoznalost i želja za znanjem dovest će u drugoj polovici 19. stoljeća i na početku 20. stoljeća do novih spoznaja o znanosti i brojnih tehničkih otkrića. Nastupilo je doba velikih promjena u gospodarstvu - Druga industrijska revolucija. Druga industrijska revolucija još je više promijenila svakodnevnicu, a pojavili su se mnogobrojni novi sportovi.

## Nafta i električna energija - Nove pogonske sile
U Sjedinjenim Američkim Državama otkrio je ing. Antun Lučić 1859. prvi veliki izvor nafte. Od tada će nafta postupno postati najvažniji izvor pogonske energije u svijetu. Godine 1879. američki izumitelj Thomas Alva Edison načinio je prvu električnu žarulju. U SAD-u je radio izumitelj Nikola Tesla. On je 1887. godine izumio motor na izmjeničnu struju. Taj je motor osnova današnje pogonske elektrotehnike. Teslin pronalazak višefaznih struja i transformatora koji stvaraju struju visokog napona omogućio je jeftino prenošenje električne energije na velike udeljenosti i njezinu masovnu primjenu.
Nafta je tekuća smjesa ugljikovodika nastala iz ostataka organizama ispod površine zemlje. Počela se iskorištavati polovicom 19. stoljeća, ali je tek nakon izuma i usavršavanja benzinskog motora iskorištavanje nafte zadobilo onu mjeru koju je zadržalo do danas. Najširu je primjenu benzinski motor zadobio u prometu: automobili, lokomotive, brodovi i zrakoplovi pokretani su njegovom snagom.

## Tehnički pronalasci i njihova primjena
Engleski inženjer Sir Henry Bessemer 1856. godine pronašao je postupak za proizvodnju čelika iz rastaljenog sirovog željeza. Taj je pronalazak potaknuo razvoj teške industrije. Njemački inženjer Nicolaus August Otto konstruirao je 1877. godine motor s unutarnjim sagorijevanjem. Njegovi zemljaci Carl Benz i Gottlieb Daimler izradili su 1885. prve moderne automobile s benzinskim motorom. Godine 1883. pojavio se prvi motocikl. Nijemac Rudolf Diesel izumio je 1896. godine motor koji pokreće nafta. Tramvaj s konjskom zapregom, koji se pojavio još 1850. u New Yorku, zamijenjen je postupno električnim tramvajem, a prugom Baltimore - Ohio u SAD-u krenula je 1895. godine prva električna lokomotiva. Na početku 20. stoljeća Amerikanac Henry Ford započeo je serijsku proizvodnju automobila na tekućoj vrpci. Ti su izumi silno unaprijedili promet.
Još 1861. godine Nijemac Johann Philipp Reis načionio je prvi telefon, a prvi upotrebljivi telefon konstruirao je 1876. američki fizičar Alexander Graham Bell. Isprva su telefoni korišteni samo u poslovne svrhe. Kasnije se uvode i po stanovima te ulaze u privatnu uporabu. Taj je izum unaprijedio veze među ljudima.

## Kanali, željeznice, zrakoplovi, film
Godine 1869. otvoren je Sueski kanal koji povezuje Sredozemno more i Crveno more, a 1913. u promet je pušten Panamski kanal koji povezuje Atlantski ocean i Tihi ocean. Do tada se brodovima iz Europe u Aziju moralo putovati oko Afrike ili Latinske Amerike.
U SAD-u je 1869. sagrađena prva transkontinentalna željeznička pruga koja je povezala istočnu i zapadnu američku obalu, a u Rusiji je 1904. dovršena transsibirska željeznička pruga koja je povezala Moskvu s Vladivostokom na Dalekom Istoku.
Iako je još u 18. stoljeću braća Joseph i Jacques Montgolfier u Parizu uzletjela balonom od platna i papira, ispunjenim toplim zrakom, tek na prijelazu iz 19.stoljeća u 20. stoljeće čovjek se prvi put vinuo u zrak. Godine 1891. poletio je Nijemac Otto Lilienthal s jednog brda pomoću zračne jedrilice s krilima, ali je pri tom pokusu poginuo. Nekoliko godina kasnije, prema nacrtima našeg David Schwarza, njemački je časnik Ferdinand von Zeppelin konstruirao zračni brod-cepelin. Tek su 1903. braća Orville i Wilbur Wright u SAD-u prvi uspješno poletjeli zrakoplovom s dvostrukim krilima, a letjeli su nepunu minutu. Francuz Louis Blériot preletio je 1909. takvim zrakoplovom kanal La Manche između Francuske i Velike Britanije.
Godine 1902. talijanski izumitelj Guglielmo Marconi predao je prvu radijsku poruku iz Velike Britanije u Francusku. Bio je to početak radija čije je osnove napravio i otkrio Heinrich Rudolf Hertz.
Braća August i Louis Lumiere udarila su u Parizu 1895. godine temelje kinematografije i filmske industrije.

## Razvoj znanosti
U doba druge industrijske revolucije znanost je doživjela veliki napredak.
Njemački liječnik Robert Koch otkrio je pomoću mikroskopa 1882. uzročnika tuberkuloze, a 1884. uzročnika kolere. Obje su bolesti u to vrijeme bile neizlječive.
Francuski biolog i kemičar Louis Pasteur, poznat po nizu znanstvenih otkrića u području medicine i farmacije. Najvažnija su njegova istraživanja o uzrocima bjesnoće i kolere i pronalazak cjepiva koja uspješno liječi te bolesti. Cjepivo protiv bjesnoće otkrio je 1885. i time spasio milijune ljudi od sigurne smrti. Osnovao je institut u Parizu koji je postao središte znanstvenih istraživanja u području nove discipline - bakteriologije, tj. znanosti o bakterijama, uzročnicima bolesti. U to su doba otkriveni i uzročnici sušice (tuberkuloze) i tifusa, a pronađeni su i prvi vitamini.

Njemački fizičar Wilhelm Conrad Röntgen otkrio je 1895. zrake pomoću kojih se može promatrati unutrašnjost ljudskog tijela, takozvane X-zrake ili Rentgenske zrake za koje je dobio Nobelovu nagradu za fiziku 1901. Njegovo otkriće našlo je široku primjenu u fizici, tehničkim znanostima i medicini.
Ruski kemičar Dmitrij Ivanovič Mendeljejev sistematizirao je 1869. kemijske elemente prema atomskoj masi i sastavio poznati Periodni sustav elemenata.
Marie Sklodowska-Curie i njezin muž Pierre Curie otkrili su dva elementa koji imaju sposobnost zračenja: radij i polonij. Kasnije su znanstvenici otkrili kako postoji još takvih elemenata. Tim je otkrićima započeo razvoj novih znanstvenih disciplina: atomske kemije i atomske fizike. Učinjen je prvi korak k atomskom dobu. Bračni par Curie dobio je dvije Nobelove nagrade: jednu iz kemije i jednu iz fizike.
Njemački fizičar Albert Einstein postavio je 1905. poznatu teoriju relativnosti.
U Neandertalu u Njemačkoj otkrivene su 1856. kosti pračovjeka iz starijeg kamenoga doba. Taj je nalaz izazvao među stručnjacima rasprave o prirodnom podrijetlu i razvoju čovjeka.
Već 1859. godine engleski prirodoslovac Charles Darwin objavio je djelo O podrijetlu vrsta pomoću prirodnog izbora. Nasuprot religijskim tumačenjima o božanskoj ulozi u razvoju života, odnosno nastanku vrsta, Darwin je dokazivao da se život na Zemlji oblikovao postupnim razvojem živih bića putem prirodnog izvora i promjena vrsta.
Švedski kemičar Alfred Nobel 1867. izumio je dinamit. Razočaran time što se njegov pronalazak počeo koristiti za ratna razaranja, Nobel je 1895. svoju imovinu oporučno ostavio u fond iz kojega se svake godine dijeli pet nagrada za najznačajnija postignuća i doprinose u fizici, kemiji, medicini, književnosti i borbi za mir u svijetu (od 1969. dodjeljuje se i Nobelova nagrada za ekonomiju). Nobelove nagrade dijele se od 1901. godine.

## Društvene promjene i radnički pokret
Druga industrijska revolucija izazvala je velike promjene u načinu života. Nastavljene su migracije sa sela u gradove. Oko velikih industrijskih središta povećavala se gustoća naseljenosti. Najnovija tehnička i druga dostignuća prikazivana su u javnosti na povremenim svjetskim gospodarskim izložbama, npr. u Londonu 1851., Beču 1873. i dr. U povodu stogodišnjice Francuske revolucije u Parizu je 1889. podignut poznati Eiffelov toranj - simbol gospodarskog napretka. Nagli razvoj industrije imao je i svoje loše strane: prezasićenost, borba za tržište i povremene gospodarske krize.
U to su se vrijeme pojavile radničke udruge koje su tražile radnička prava. Nastojeći povezati radnike širom svijeta u borbi protiv kapitalizma, Karl Marx i Friedrich Engels su u Londonu 1864. osnovali Prvu internacionalu - međunarodno udruženje radništva. U ožujku 1871., tijekom francusko-pruskog rata, radnici su u opsjednutom Parizu preuzeli vlast i proglasili Parišku komunu - prvu proletersku državu u povijesti čovječanstva. Postojala je 72 dana. Francuska je vojska u svibnju 1871. uništila komunu i strijeljala mnoštvo radnika. Budrću da je Prva internacionala 1876. prestala s radom, u Parizu je 1889. osnovana Druga internacionala. U spomen na krvavi obračun policije s radnicima tijekom prvosvibanjskog štrajka 1886. u američkom gradu Chicagu, odlukom Druge internacionale 1. svibnja proglašen je međunarodnim praznikom rada. Nakon Marxove i Engelsove smrti socijalisti Druge internacionale napustili su njihove ideje o revolucionarnom preobražaju društva i okrenuli se parlamentarnoj borbi pomoću socijademokratskih stranaka.